# Fidelio
Fidelio – dwuaktowa (w pierwszej wersji z 1805 trzyaktowa) opera z muzyką Ludwiga van Beethovena oraz librettem Josepha Sonnleithnera poprawionym w roku 1806 przez Stephana von Breuninga a następnie w 1814 przez Georga Friedricha Treitschkego.

## Osoby
- Florestan, więzień - tenor
- Leonora (Fidelio), żona Florestana - sopran
- Rocco, dozorca więzienia - bas
- Don Pizarro, naczelnik więzienia - baryton
- Marcelina, córka Rocca - sopran
- Jaquino, odźwierny - tenor
- Don Fernando, minister - baryton
- żołnierze, więźniowie, lud

## Treść
Miejsce akcji: Hiszpania - okolice Sewilli, więzienie.
Opera opowiada historię dwojga małżonków, Leonory i Florestana. Don Florestan, dwa lata przed rozpoczęciem akcji dzieła, odkrył nadużycia naczelnika więzienia, don Pizarra. Pizarro zdołał jednak utrzymać się na stanowisku i wtrącił Florestana do lochu. Słuch po Florestanie zaginął; jego żona, Leonora, nie może pogodzić się z tym, że nie wie niczego o losie męża; zatrudnia się zatem (w męskim przebraniu, jako młodzieniec Fidelio) u więziennego dozorcy, Rocca. Ma nadzieję zdobyć tą drogą informacje o zaginionym Florestanie i - jeśli ten żyje - uwolnić go. Ku utrapieniu Leonory, w jej męskim "wcieleniu" zakochuje się Marcelina, córka Rocca. Martwi to także młodego odźwiernego, Jaquina, który dotąd zajmował pierwsze miejsce w sercu  Marceliny (duet "Jetzt, Schätzchen, jetzt sind wir allein!"). Sytuację komplikuje dodatkowo fakt, że Rocco polubił Fidelia i pragnie oddać mu rękę córki; Leonora musi grać na zwłokę.
Tymczasem don Pizarro otrzymuje od zaufanego człowieka wiadomość, że minister, don Fernando, zamierza przybyć do niego nazajutrz z niezapowiedzianą wizytacją więzienia. Obawiając się wyjawienia niekorzystnych dla niego faktów, Pizarro postanawia zlikwidować Florestana (aria "Ha! Welch' ein Augenblick!"). W swój niegodziwy plan wtajemnicza Rocca (duet "Jetzt, Alter, jetzt hat es Eile!"), który ma pomóc mu w jego realizacji, udając się do podziemi i przygotowując grób w zawalonej gruzem studni; gdy grób będzie gotowy, Pizarro osobiście zejdzie do lochów i zamorduje niewygodnego świadka. Rozkazuje kapitanowi, by z wieży dano sygnał, kiedy tylko na drodze pojawi się nadjeżdżający minister. 
Leonorze udaje się skłonić Rocca, by zabrał ją ze sobą do podziemi. Wszystko zdaje się przebiegać zgodnie z planem Pizarra, lecz w decydującym momencie Leonora rozbraja złego naczelnika i ujawnia swoją prawdziwą tożsamość (kwartet "Er sterbe!"). Nagle, niczym głos wyzwolenia, rozlega się czysty dźwięk trąbki - Florestan jest uratowany. Małżonkowie nie posiadają się z radości (ekstatyczny duet "O, namenlose Freude!").
Na miejsce zdarzeń przyjeżdża don Fernando. Rozpoznaje we Florestanie swojego dawnego przyjaciela, o którym sądził, że już dawno nie żyje; przywraca mu wolność, a okrutny Pizzaro zostaje ukarany. Wszyscy zgromadzeni śpiewają hymn opiewający potęgę miłości małżeńskiej ("Wer ein holdes Weib errungen").

## Historia utworu
Libretto oparte zostało na tekście Bouilly'ego z wcześniejszej francuskiej opery Léonore, ou l'amour conjugal (Leonora albo miłość małżeńska) z muzyką P. Gaveaux, F. Paëra i S. Mayra.
Beethoven napisał do tej opery aż cztery uwertury. Pierwsze trzy (znane pod nazwą Leonora, podobnie jak pierwsze dwie wersje samej opery) powstawały w latach 1804-1806. Ostatnia (już jako Fidelio) została napisana w 1814 roku. Pierwsze wykonanie opery w 1805 roku w Theater an der Wien w Wiedniu. Nie spotkało się z przychylnością widzów i krytyki. Dopiero wykonanie w 1814 roku, zarówno dzięki zmianom poczynionym przez kompozytora, jak i za sprawą odtwórczyni roli Marceliny, Wilhelminy Schröder-Devrient, odniosło zasłużony sukces. 
Jest to jedyna opera Ludwiga van Beethovena, choć kompozytor nosił się przez pewien czas z zamiarem napisania także innych.